# Derren Brown
Pour les articles homonymes, voir Brown.
Derren Brown (né le 27 février 1971 à Purley, Londres) est un illusionniste, mentaliste et hypnotiseur anglais, connu notamment pour ses spectacles sur la chaîne britannique Channel 4. Ses spectacles, Mind Control et Trick of the Mind sont basés sur une combinaison de tours d'illusionnisme et de suggestions. Depuis la première diffusion de son spectacle Derren Brown: Mind Control en 2000, Brown a gagné en notoriété grâce à ses tours de magie spectaculaires, faisant même une apparition dans la série Sherlock, jouant son propre rôle. Il a également écrit des livres pour les magiciens ainsi que pour le grand public.

## Biographie
Derren Brown est né à Purley, Londres. Ses parents s'appellent Chris et Bob Brown, et il a un frère cadet de neuf ans plus jeune que lui. Brown a été éduqué dans une école privée, « Whitgift School » basée au sud de Croydon (son père y était instructeur de natation). Plus tard dans sa vie, Derren Brown est allé étudier le droit et la langue allemande à l'Université de Bristol. Pendant ses études là-bas, il assistait régulièrement aux spectacles d'hypnose et d'illusion de Martin S. Taylor. Ces spectacles fascinants lui donnèrent l'envie de se tourner vers l'art de l'illusion et de l'hypnose. En 1992, Derren Brown commença sa carrière en sous le nom de Darren V Brown. Il se produisit sur son campus universitaire en donnant plusieurs représentations[réf. souhaitée].

## Tours spectaculaires
- Le 5 octobre 2003, Derren Brown joua en direct à la roulette russe sur Channel 4. Un volontaire, choisi lors de l'émission parmi 12 000 candidats, fut chargé de placer une balle dans un barillet de revolver dissimulé par un cache numéroté de 1 à 6, puis on lui demanda de compter jusqu'à six avant de quitter la salle. Brown prit alors le revolver, l'appuya sur sa tempe, pressa la gâchette pour les numéros 3 et 4 puis détourna l'arme de lui et pressa de nouveau la gâchette pour le numéro 5. L'arme ne fit pas feu. Brown reposa le revolver, sembla hésiter en silence pendant une minute interminable, puis reprit l'arme et l'appuya sur sa tempe en pressant la gâchette une nouvelle fois pour le numéro 6, toujours sans faire feu, puis il détourna de nouveau le revolver et pressa une dernière fois la gâchette pour le numéro 1. Le revolver fit finalement feu, trouant un sac de sable. Deux jours après la diffusion, la police locale révèle qu'elle était informée à l'avance du déroulement de l'émission et que l'arme était en fait chargée « à blanc »[1]. Cependant, une balle « à blanc » tirée à bout portant sur le crâne peut être mortelle, comme cela fut le cas pour Jon-Erik Hexum.
- Le 31 mai 2004, Derren Brown organisa une séance de spiritisme avec des étudiants de l'université de Roehampton. Au cours de cette séance, les étudiants entrèrent en contact avec « l'esprit de Jane », une jeune fille qui s'était suicidée quelques années auparavant. Après avoir multiplié les expériences (choix de la photo de Jane parmi une dizaine d'autres photos, utilisation d'un plateau de ouija, incarnation de l'esprit dans le corps d'un médium, peur panique inexpliquée d'une personne enfermée dans une pièce), Brown révéla que toute la séance était une supercherie en faisant finalement entrer en scène la jeune fille qui avait servi de modèle pour la photo de Jane.
- Le 4 janvier 2006, dans une émission intitulée « Le cambriolage », Derren Brown utilisa pendant plusieurs semaines différentes techniques de manipulation mentale et de conditionnement pour amener quatre volontaires - qui ignoraient tout du véritable but de l'émission - à commettre un vol à main armée malgré eux, en pleine rue. Trois d'entre eux succombèrent à la tentation et s'emparèrent de la mallette d'un transporteur de fonds (joué par un comédien) en le menaçant avec une arme factice.